# Pjegava crvenkrpica
Pjegava crvenkrpica (ili šareni guž, mišarica, crvena krpa, crvenokrpica, črljenokrpica, črljenkrpa lat. Zamenis situla; sin Elaphe situla), europska zmija porodice guževa ili smukova (Colubridae), no pripadnost rodu je sporno. Svrstava ju se, ovisno o autoru, u više različitih rodova.
Stanište joj je poglavito na primorskom području obraslom makijom, u Hrvatskoj se javlja uz obalu sve do Istre, rijetko preko visine iznad 500 metara nad morem. 
Nije otrovna, i kao većina guževa, plijen ubija davljenjem. Dužine je nešto preko jednog metra, veoma vješta u kretanju po kamenju, stijenama i veranju po zidovima. U lovu za plijenom, zavlači se i u rovove. Aktivna je poglavito danju. Hrani se malenim glodavcima, poput rovki, a ponekad i pticama i gmazovima. 
Ženke se pare svake dvije godine, a mužjaci su u to vrijeme veoma agresivni. Mužjak kod parenja zubima drži ženku za glavu ili vrat, omotavši se oko nje. Nakon parenja, ženka odlaže 2-8 relativno velikih jaja, i ostaje uz njih nekoliko dana. Živi do 25 godina, a spolnu zrelost dostiže oko 3. godine.
Sreće ju se i u Albaniji, Bosni i Hercegovini, Bugarskoj, Grčkoj, Italiji, Makedoniji, Malti, Srbiji, Crnoj Gori, Turskoj i Ukrajini, a vjerojatno i Cipru

## Vanjske poveznice
- Zmije Hrvatske  Arhivirana inačica izvorne stranice od 11. srpnja 2008. (Wayback Machine)